# Nurit Peled-Elhanan
Nurit Peled(-Elhanan) (Hebreeuws: נורית פלד-אלחנן) (Jeruzalem, 1949) is een Israëlisch hoogleraar in vergelijkend literatuuronderzoek en vredesactivist.

## Levensloop
Peled is de dochter van generaal Mattityahu Peled. Twee jaar na de Zesdaagse Oorlog in 1967 verliet hij het Israëlische leger, omdat het conflict naar zijn mening als middel had moeten dienen om het vredesproces te starten. Als een van de eersten in de jaren '70 bepleitte hij het bevorderen van vrede door middel van het creëren van een Palestijnse staat naast de Israëlische. Hij was de oprichter van de Arabisch-Joodse Partij.
De 14-jarige dochter van Peled, Smadar, kwam op 4 september 1997 in West-Jeruzalem om het leven door een Palestijnse zelfmoordaanslag. Deze gebeurtenis zorgde ervoor dat zij en Miko strijders werden voor de rechten van het Palestijnse volk door middel van geweldloos verzet.

## Werk
Peled is docent in taal en onderwijs aan de Hebreeuwse Universiteit van Jeruzalem, de Universiteit van Tel Aviv en de David Yellin Teachers College.
Sinds 1995 richt ze zich in het bijzonder op schoolgebaseerde literatuur, racistische voordrachten in Israëlische schoolklassen en -boeken, spraakontwikkeling aan scholen en dialoogvoering in multiculturele klassen.

## Vredesactiviteiten
Peled richtte de Israëlisch-Palestijnse vereniging Beroofde Families voor Vrede op. De oplossing voor het conflict ziet ze in het bestaansrecht van beide volkeren naast elkaar met voor elk een gelijk recht op een eigen staat.
Ze is medeoprichter van het Russell-Tribunaal voor Palestina in Brussel in 2009. De situatie in het Midden-Oosten beschouwt ze niet als een conflict tussen Israëli's en Palestijnen of tussen Joden en Arabieren. De gevechten zijn volgens haar tussen diegenen die naar vrede zoeken en zij die naar oorlog zoeken.
In Rimini hield ze op 4 februari 2004 een gedenkwaardige toespraak aan scholieren. Ze betoogde hierin:
Het wordt hoog tijd dat het gebeuren in het Midden-Oosten wordt beschreven in strafrechtelijke termen in plaats van in politieke en militaire termen ... Het wordt hoog tijd dat op scholen wordt geleerd waaraan valse idealen te herkennen zijn en hoe men zich tegen zulk gruwelijk misbruik van idealen kan wapenen .... het is hoog tijd ... om ons weer als individuen te gedragen in plaats van naties...als individuen in plaats van als soldaten, en alle kinderen te redden die nog leven, door te zeggen: Het is genoeg geweest!— Nurit Peled-Elhanan, Rimini, 4 februari 2004

## Onderscheiding
In 2001 ontving ze samen met de Palestijnse schrijver Izzat al-Ghazzawi en de Sudanese Dom Zacarias Kamwenho de Sacharovprijs voor de Vrijheid van Denken van het Europees Parlement. De Sacharovprijs is bestemd voor personen en organisaties die zich wijden aan de bescherming van de rechten en fundamentele vrijheden van de mens.